# Ҫ
Ҫ (minúscula: ҫ; cursiva: Ҫ ҫ) es una letra del alfabeto cirílico. Se pronuncia [θɛ], como la pronunciación de la th  en el idioma inglés. En Unicode, esta letra se llama "Es with descender". En Chuvasia, se ve idéntica a la letra latina C con cedilla (Ç ç Ç ç). Ocasionalmente, también tiene el gancho diacrítico curvado hacia la derecha como un ogonek, como en la imagen SVG que se muestra en la barra lateral. En muchas fuentes, el carácter se engancha a la izquierda.
Es utilizada en los alfabetos de las lenguas bashkir y chuvasio.
- En Bashkir representa la fricativa dental sorda /θ/.
- En Chuvash representa la fricativa alveolo-palatal sorda /ɕ/.

Se la romaniza normalmente como 'ś', 'θ', o 'þ'.

## Códigos de computación
| Caracter                    | Ҫ                                         | Ҫ                                         | ҫ                                       | ҫ                                       |
| --------------------------- | ----------------------------------------- | ----------------------------------------- | --------------------------------------- | --------------------------------------- |
| Nombre unicode              | CYRILLIC CAPITAL LETTER ES WITH DESCENDER | CYRILLIC CAPITAL LETTER ES WITH DESCENDER | CYRILLIC SMALL LETTER ES WITH DESCENDER | CYRILLIC SMALL LETTER ES WITH DESCENDER |
| Codificaciones              | Decimal                                   | hex                                       | dec                                     | hex                                     |
| Unicode                     | 1194                                      | U+04AA                                    | 1195                                    | U+04AB                                  |
| UTF-8                       | 210 170                                   | D2 AA                                     | 210 171                                 | D2 AB                                   |
| Numeric character reference | &#1194;                                   | &#x4AA;                                   | &#1195;                                 | &#x4AB;                                 |